# Pagenhaus (Hannover)

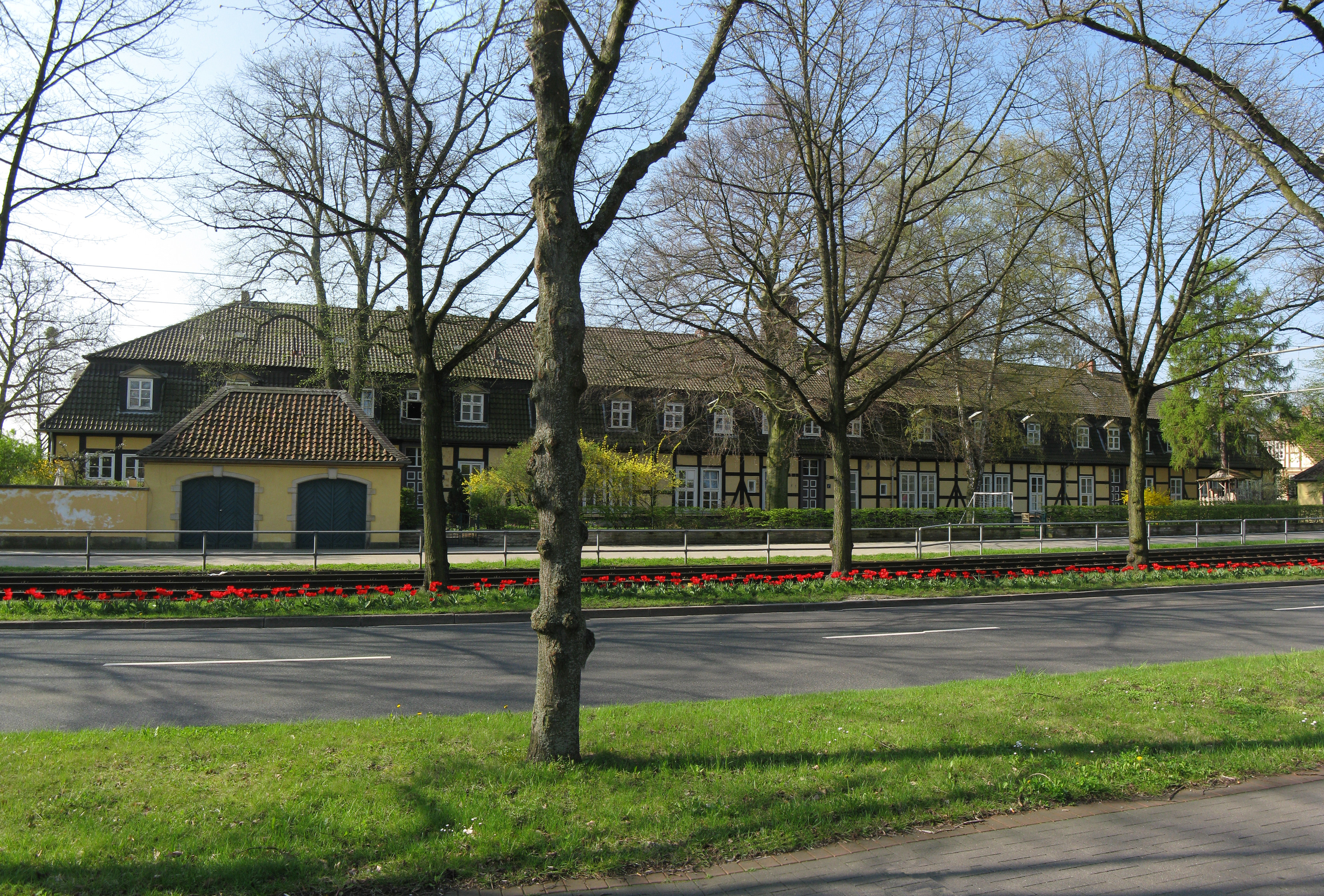
Gesamtansicht (von der Herrenhäuser Straße)

Das Pagenhaus in Hannover ist das älteste erhaltene Gebäude einer denkmalgeschützten Baugruppe am Großen Garten in Herrenhausen, das am Anfang des 18. Jahrhunderts ursprünglich vor allem für die Pagen des Kurfürstlich Hannoverschen Hofstaates errichtet wurde, aber auch für deren Lehrer sowie einen Teil der damaligen Dienerschaft und Lakaien. Standort des heute als Wohnhaus genutzten Gebäudes ist die Alte Herrenhäuser Straße mit den Hausnummern 6, 6A, 6B und 6C.

## Geschichte und Beschreibung

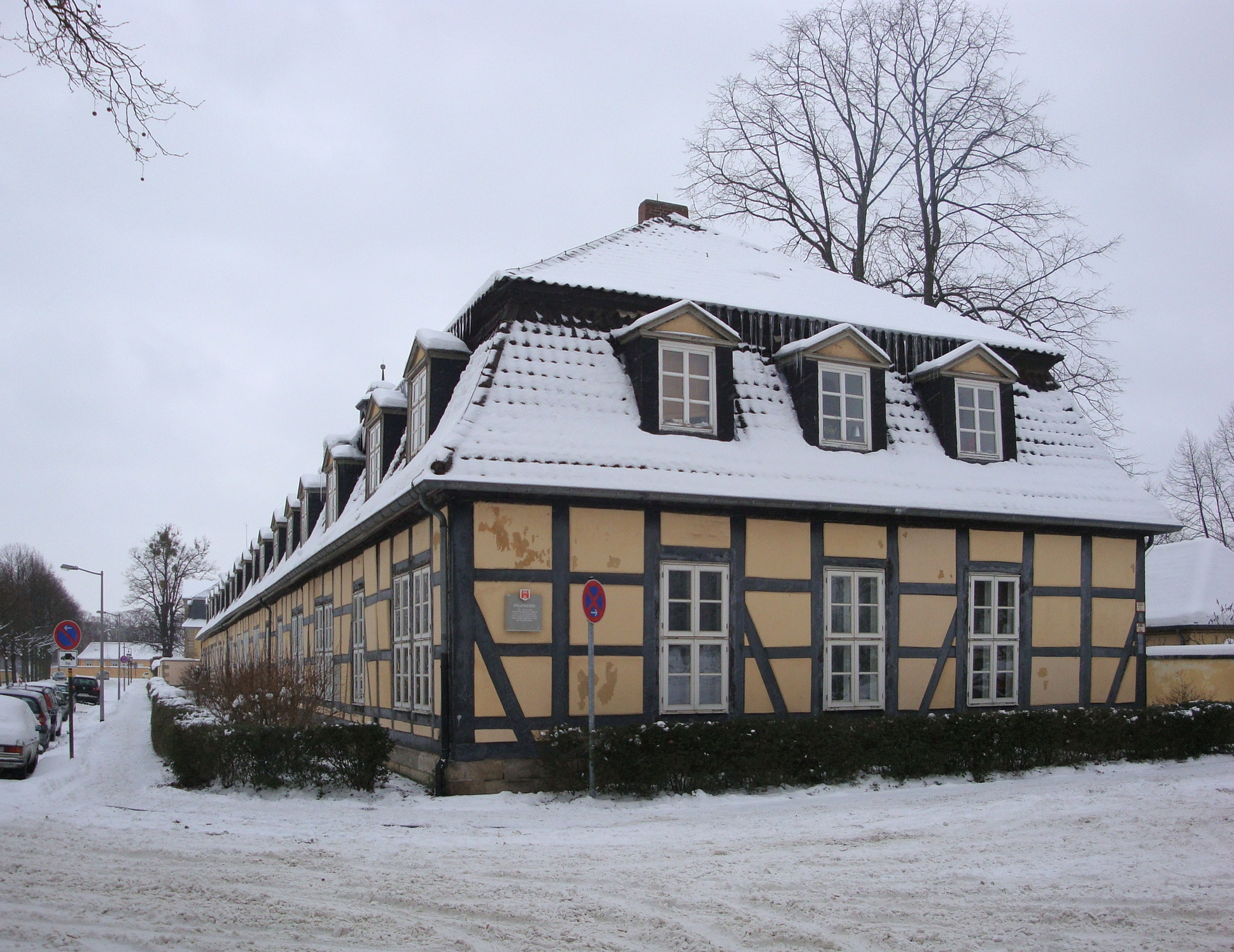
Seitenansicht (Winter Anfang 2010)

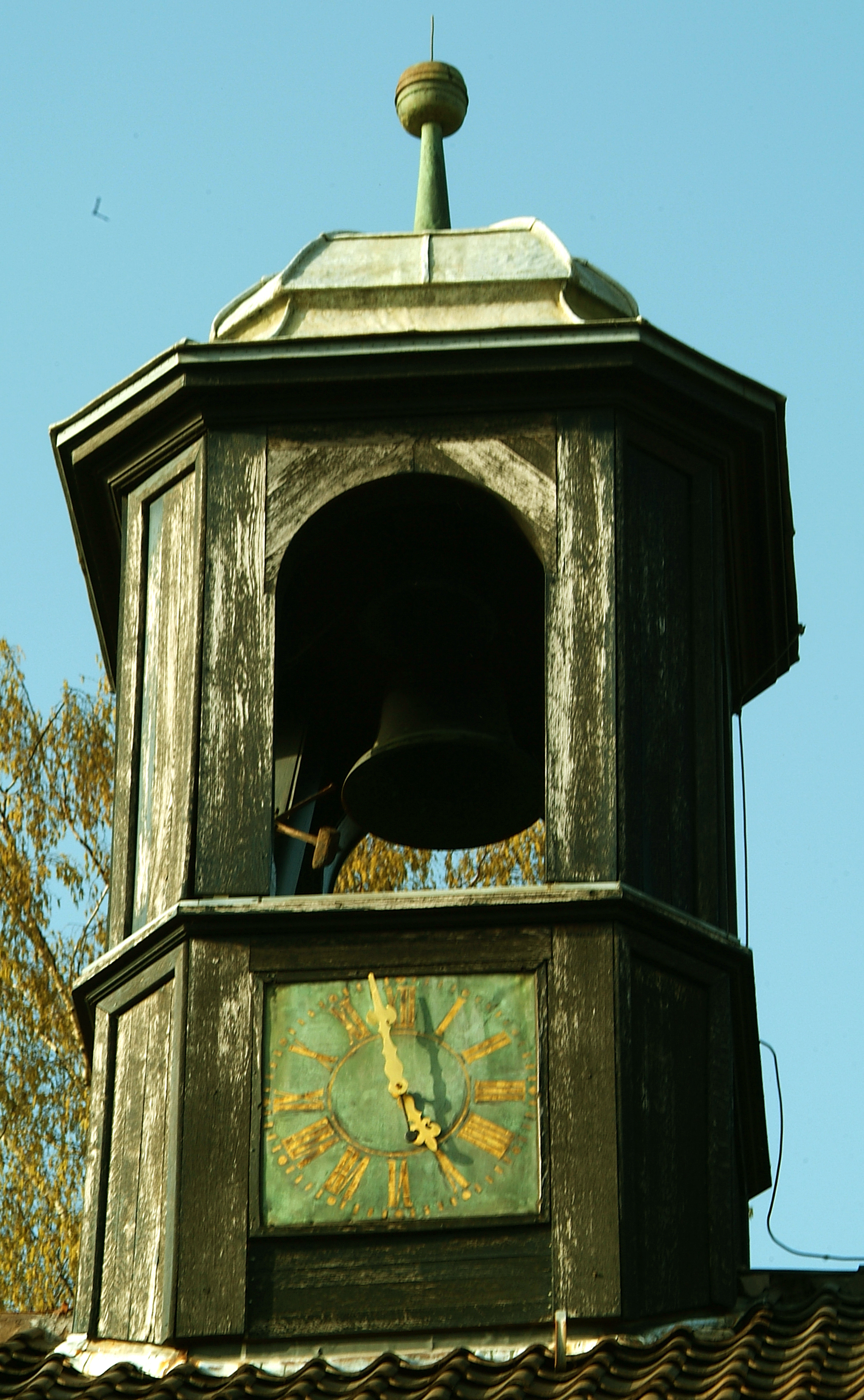
Kupfergedeckter Uhrturm mit Glocke und Hammer

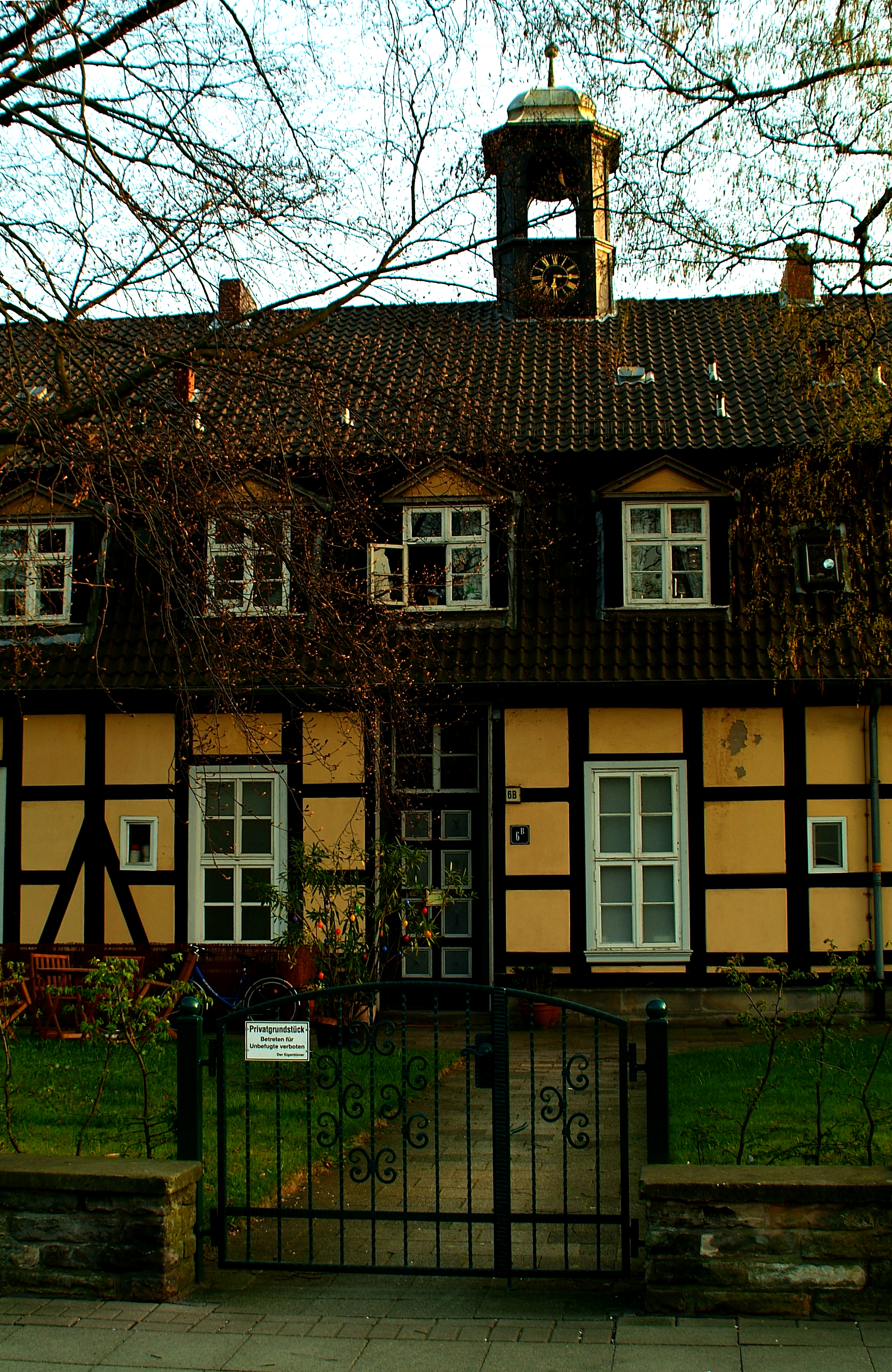
Alte Herrenhäuser Straße 6B mit offenem Dachreiter und rückwärtigem „Vorgarten“ zur Herrenhäuser Straße

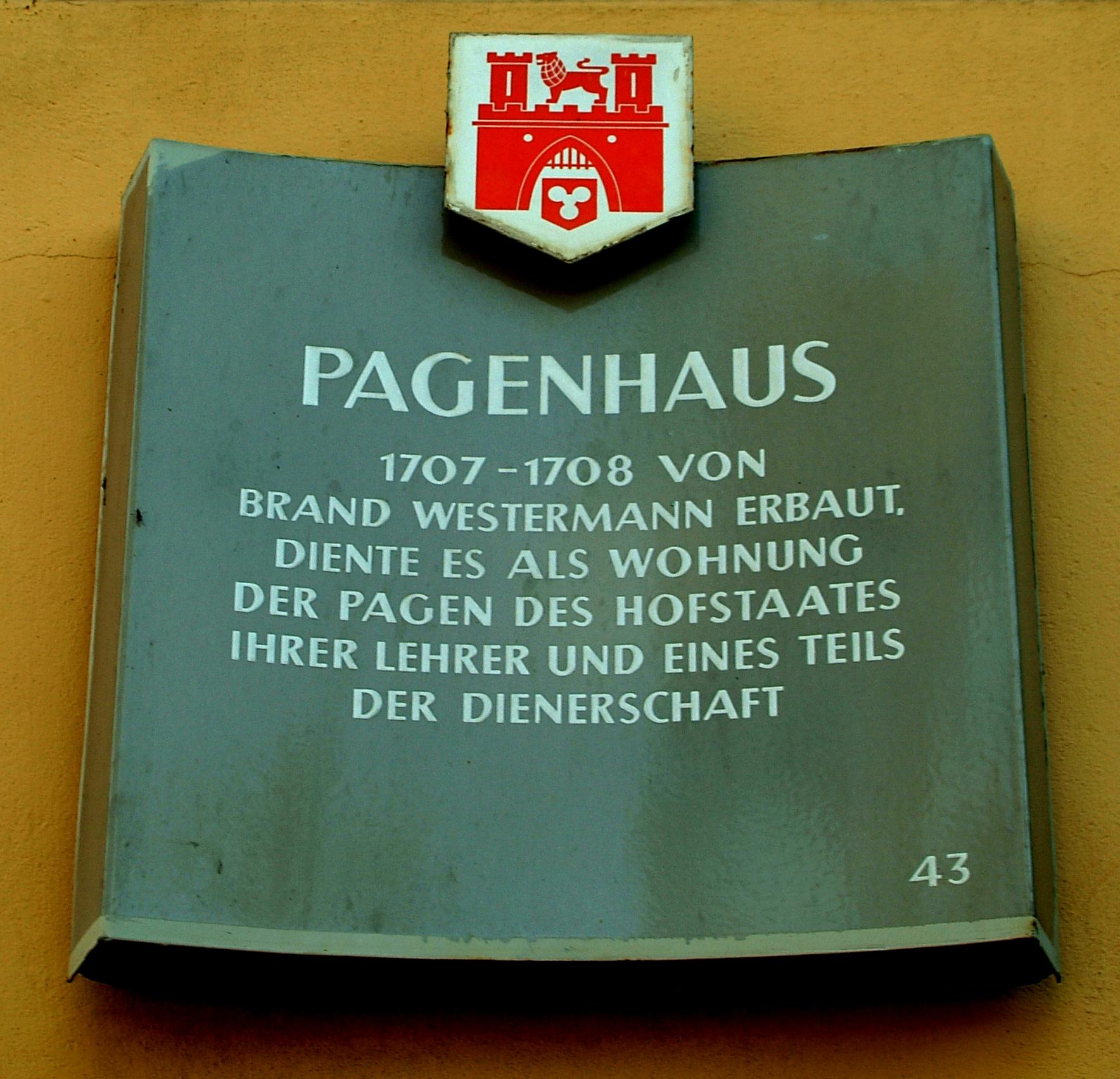
Stadttafel Nummer 43, unter anderem mit der Angabe von Brand Westermann als Architekten

Wenige Jahre nach der Erhebung zum Kurfürstentum ließ der hannoversche Landesherr auf dem Gelände von vier ehemaligen Hofstellen, die eigens von dort aus umgesiedelt waren, den Architekten Louis Remy de la Fosse die „Pagenhäuser“ errichten. Dabei entstand in den Jahren 1707 bis 1708 ein langgestrecktes, anfänglich verputztes Fachwerkgebäude mit einem der ersten im (heutigen) Hannover aufgesetzten Mansarddach, genauer einem Walmmansarddach, auf dem eine 1708 datierte Wetterfahne aufgesetzt wurde. Der offene Dachreiter wurde jedoch erst 1792 ergänzt und möglicherweise von Schloss Celle transloziert.
Das Erdgeschoss des Pagenhauses wurde zeitweilig unterschiedlich genutzt. So diente eine hier untergebrachte große Möbelkammer ab 1716 als Erweiterung der Orangerie, bevor auch sie zur Wohnung umgebaut wurde. Eine der drei anderen Räumlichkeiten nutzte beispielsweise ab 1733 der Hofgärtner Georg Ernst Tatter als Dienstwohnung.
Etwa ab 2005 bot die stadteigene Immobiliengesellschaft GBH den Mietern die Wohnungen zum Kauf als Eigentumswohnungen an und gab die Verwaltung des Gebäudes an die Verwaltungsgesellschaft Ostland ab. Rund fünf Jahre später begannen Anfang 2010 umfangreiche Sanierungen in dem denkmalgeschützten Komplex.

## Medienecho
- Andreas Schinkel: Schlossbau in Herrenhausen / Weiterhin Sorge ums Pagenhaus. In: Hannoversche Allgemeine Zeitung (HAZ) vom 25. August 2010